# صابر طرابلسی
صابر طرابلسی (عربی: صابر طرابلسي؛ زادهٔ ۱۸ فوریهٔ ۱۹۸۴) بازیکن فوتبال اهل تونس است.
از باشگاه‌هایی که در آن بازی کرده‌است می‌توان به باشگاه فوتبال ستاره ساحلی اشاره کرد.